# Baleniera

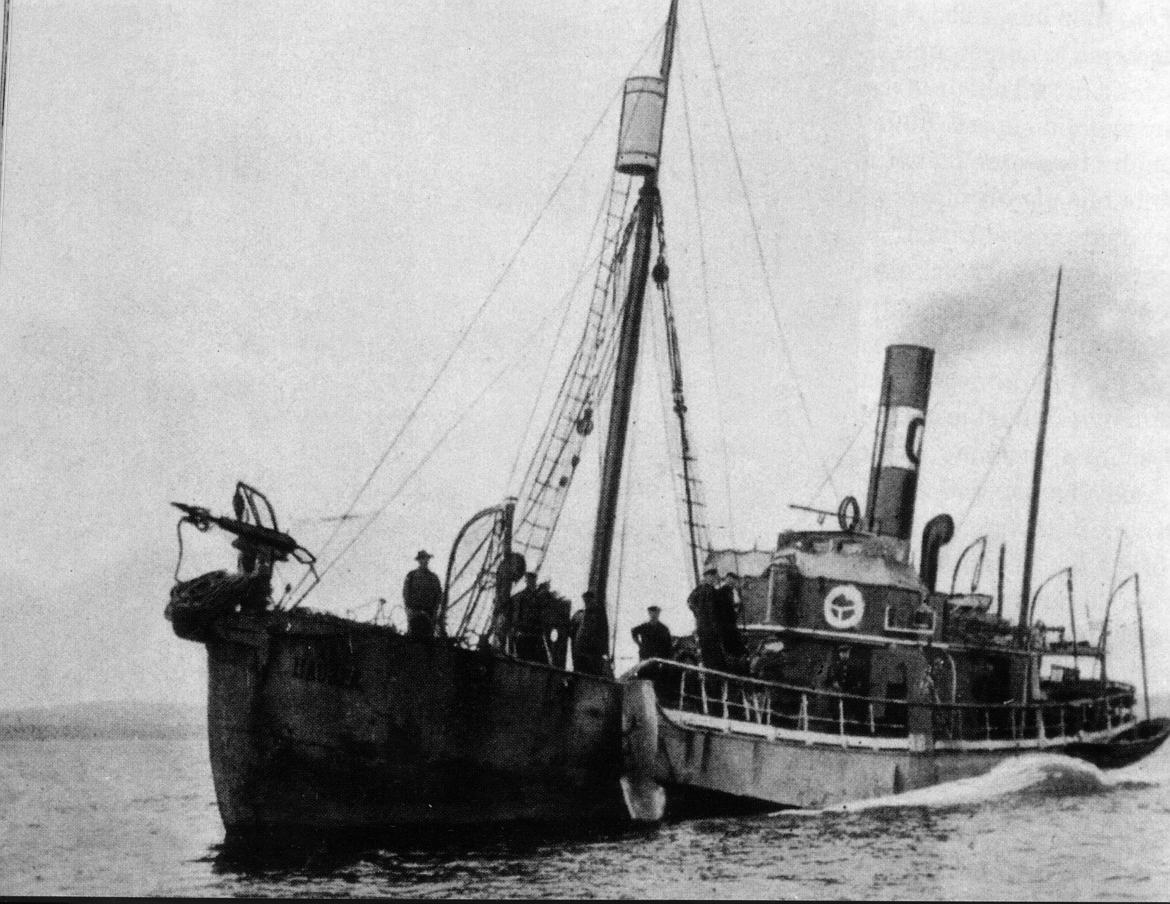
Una piccola baleniera con l'arpione visibile sulla prua in Québec nei primi del 1900.

La baleniera è una imbarcazione utilizzata per la caccia ai cetacei, dotata di strumenti per la cattura e, in passato, anche per il trattamento delle varie componenti della balena. La nave baleniera nacque dall'evoluzione e dalla sistematizzazione della caccia della balena, originariamente concepita come un inseguimento effettuato da lance che partivano da terra, inseguivano la preda e la riportavano a riva. Ciò inevitabilmente rendeva le operazioni venatorie poco flessibili e limitate agli spazi costieri, destinati ad un rapido depauperamento.

## Le origini
La necessità di introdurre nella caccia alla balena un vascello di dimensioni e velocità adeguate a sostenere la prova dell'alto mare si pose per la prima volta a partire dal XV secolo, quando i Baschi, i primi in Europa a cacciare sistematicamente le balene, esaurita la disponibilità di cetacei nelle acque sottocosta, dovettero avventurarsi al largo. Si munirono pertanto di imbarcazioni potenti e alte sull'acqua, denominati karaka, della lunghezza di circa 20 metri. Successivamente tali imbarcazioni vennero rimpiazzate dalle caravelle, più manovrabili e dotate di maggiore capacità di stivaggio.

## L'apogeo

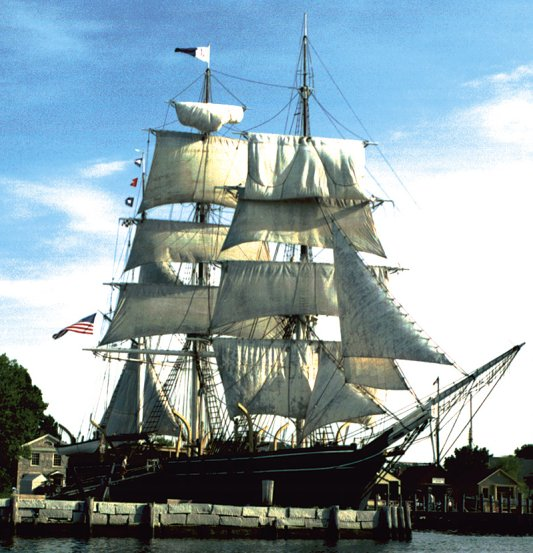
La baleniera Charles W. Morgan, varata nel 1841.

Fu tuttavia solo nel XVIII-XIX secolo che la baleniera, così come è stata immortalata da Melville e da scrittori e pittori contemporanei all'apogeo dell'età della caccia, trovò la sua forma definitiva. Si trattava inizialmente di imbarcazioni a un solo albero, ovvero sloops, i primi dei quali vennero armati a Nantucket nel 1715. In seguito, con l'ampliamento delle zone di caccia (precedentemente limitate al solo Atlantico), si passò a imbarcazioni più imponenti, con tre alberi, stazzanti 300-400 tonnellate. Caratteristica peculiare di questa imbarcazione era la sua notevole capacità di stivaggio, con la conseguenza di renderla piuttosto lenta. Lo scafo era solitamente rinforzato, con la possibilità di inspessire ulteriormente il fasciame laddove si prevedesse la necessità di cacciare nelle zone circumpolari (tratto questo tipico delle baleniere britanniche). Visti i lunghissimi tempi di navigazione (spesso fino a 3-4 anni per una circumnavigazione completa del globo) la nave era spesso rivestita di rame per prevenire l'effetto corrosivo dei parassiti e delle alghe. L'attrezzatura a bordo è leggera, necessitando per le manovre non più di 6 uomini (su un totale dell'equipaggio di circa 30-40 unità). Il ponte della nave era soggetto a rapido deterioramento vista l'azione di bollitura del grasso di balena e dello squartamento dei cetacei, effettuato con pale estremamente taglienti. All'arrivo nelle zone di caccia sul ponte principale veniva eretta una piattaforma di mattoni sulla quale erano poste grandi marmitte metalliche (in genere 2) e un recipiente di raffreddamento pieno d'acqua per cercare di limitare gli effetti del calore. Al termine della caccia, riempite le stive, il forno veniva demolito: questa circostanza era accompagnata da festeggiamenti dell'equipaggio. Le baleniere erano prevalentemente di colore nero, con una striscia bianca su entrambi i fianchi intervallata da riquadri neri (disegnati per simulare alla distanza la presenza di bocche da fuoco, onde prevenire in qualche misura attacchi).

## La caccia entra nell'era moderna

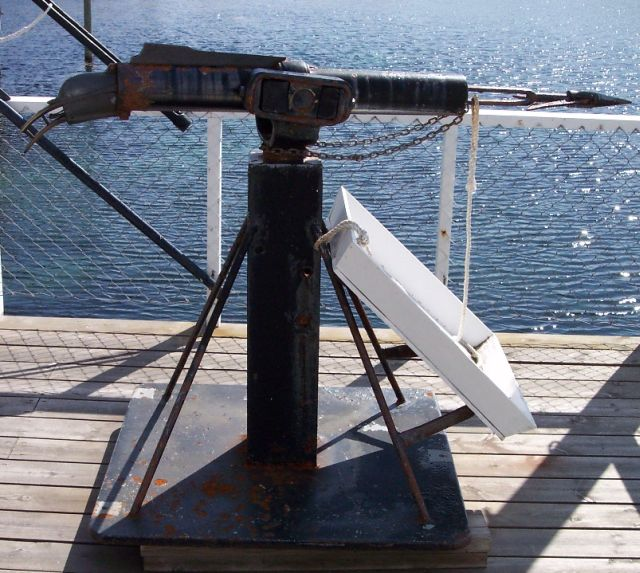
L'arpione di Foyn

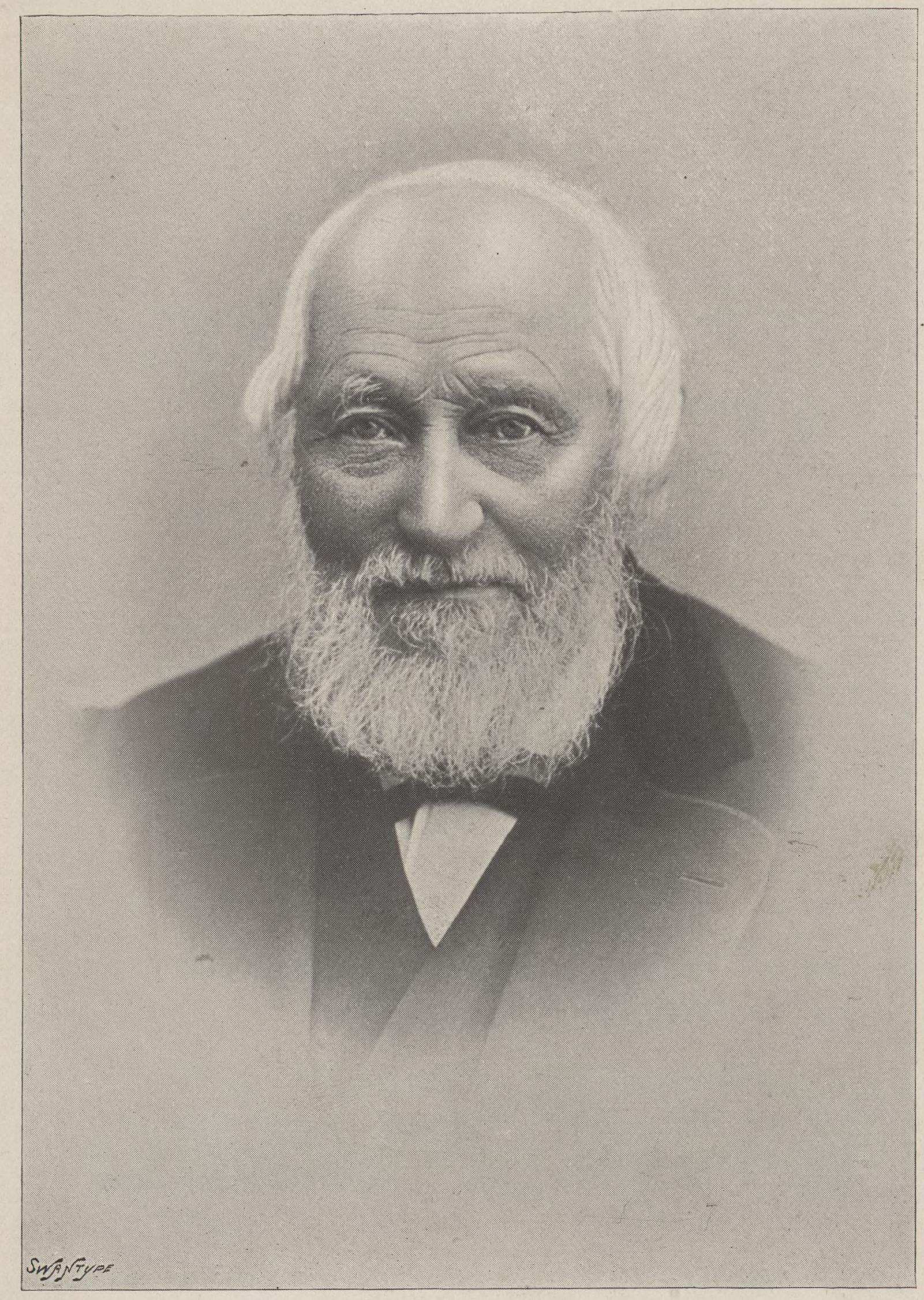
Svend Foyn (1809–1894)

Una svolta epocale nella caccia viene impressa dall'adozione degli ultimi ritrovati tecnologici. Risale al 1868 il primo impiego di una baleniera a vapore, la Spes et fides (armata dal norvegese Svend Foyn), dotata di un cannone lancia-arpioni esplosivo, dotato di una gittata di 50 metri. Tale arma era progettata in modo tale che, all'impatto, gli uncini dell'arpione si aprissero a stella, rompendo una fiala di acido solforico. Quest'ultima incendiava una carica di polvere, che esplodendo provocava la morte del cetaceo colpito. La Spes et fides così attrezzata può dare la caccia anche alle balenottere azzurre, precedentemente non perseguitate perché troppo veloci e grandi e perché affondavano una volta uccise. Foyn risolve questo problema insufflando aria compressa nel ventre della balena.

## Le navi officina
La progressiva diminuzione del numero di balene nell'Atlantico settentrionale comportò, sul finire del XIX secolo l'abbandono delle stazioni baleniere. A tal proposito i cacciatori giunsero alla conclusione di varare navi officina, che non necessitavano la costruzione di costosi impianti a terra destinati a essere operativi per periodi troppo brevi per risultare economici, risultando preferibile effettuare tali processi a bordo. Ai primi del 900 i norvegesi furono i primi a varare simili vascelli, perfezionando altresì le tecniche venatorie e gli strumenti di caccia. Il primato tecnologico spetta però ai giapponesi, che giunsero a impiegare il sonar per primi sulle baleniere, al fine di rilevare la distanza e gli spostamenti dei cetacei.

## La situazione attuale
Le navi baleniere attualmente armate raggiungono una lunghezza media di 30-40 metri, giungendo fino a un massimo di 60, per una stazza di 500 tonnellate. Si tratta di navi estremamente robuste e maneggevoli, propulse da motori diesel a 6 cilindri, capaci di raggiungere velocità massime di 18 nodi quindi 30 Km orari. L'equipaggio della baleniera coopera attivamente con la nave officina, che accoglie le carcasse dei cetacei uccisi (i quali, una volta abbattuti vengono muniti di radiotrasmittente per localizzarli, previa insufflazione d'aria per evitare l'affondamento) recuperati da apposite lance a motore. La nave officina è un'imbarcazione di dimensioni colossali, dotata di una vastissima stiva con piano inclinato ove vengono raccolte le balene. La sua stazza si aggira sulle 20-30000 tonnellate, con un equipaggio che può giungere fino a 400 uomini. Attualmente le principali flotte baleniere sono detenute da Russia (ove i derivati della caccia colmano le carenze del settore chimico) e dal Giappone (dove invece la balena rientra nella normale dieta locale).